# Стадион Џунгшан
Стадион Џунгшан (кин: 中山体育中心体育场) је вишенаменски стадион у Џунгшан у Кини.
Стадион је био једна од арена првог светског првенства за жене 1991. године. Одигране су три утакмице групне фазе турнира и једна утакмица  четвртфинална.. Турнир су освојиле Сједињене Државе пошто су победиле Норвешку. Финале је одржано у Гуангџоу пред 63.000 гледалаца. Женска фудбалска репрезентација Шведске заузела је треће место пошто је победила Немачку са 4 : 0.